# مقاطعة آغدام
مقاطعة آغدام (بالأذرية: Ağdam rayonu)‏ هي إحدى مقاطعات أذربيجان. تقع في غرب البلاد وتنتمي إلى منطقة كاراباخ الاقتصادية ‏. يحدها المقاطعات التالية: خوجالي ‏، كلبجر، ترتار، خوجاواند، آقجبدي، وبردعة. عاصمتها أغدام بحكم القانون، لكن عاصمة الأمر الواقع الحالية هي قوزانلي ‏. اعتبارًا من عام 2020، كان عدد سكان الاسمي للمقاطعة 204000 نسمة. ومساحتها 1,150 كم2 .